# 悪魔の棲む家PART2
『悪魔の棲む家PART2』（あくまのすむいえパート2、英: Amityville II: The Possession）は、1982年のホラー映画。『悪魔の棲む家』の続編ではあるが内容は前作の前日談に当たる、原作はデフェオ一家殺害事件を題材にしたハンス・ホルザーによる小説『アミティヴィルの殺人 (Murder in Amityville)』（日本未出版）。音楽は前作から引き続きラロ・シフリンが担当している。

## ストーリー
アミティビルに越してきたモントリー一家。新しい住みかに胸を膨らませる彼らを次々と不気味な出来事が災い、地下室に異常を感じた長男アンソニーは徐々に何者かに操られてゆく。家族はアダムスキー神父に助けを求めるが、アンソニーの異常な行動はさらにエスカレート、ついにはあの一家惨殺事件を引き起こす。責任を感じたアダムスキー神父はアンソニーを救うべく、決死の覚悟で悪魔払いを試みる…。

## キャスト
- アダムスキー神父 - ジェームズ・オルソン
- アンソニー・モントリー - バート・ヤング
- ドロレス・モントリー - ルターニャ・アルダ
- パトリシア・モントリー - ダイアン・フランクリン
- ソニー・モントリー - ジャック・マグナー
- ターナー刑事 - モーゼス・ガン
- ブース - テッド・ロス
- トム神父 - アンドリュー・プライン

## スタッフ
- 製作総指揮：ディノ・デ・ラウレンティス
- 製作：アイラ・N・スミス
- 監督：ダミアーノ・ダミアーニ
- 脚本：トミー・リー・ウォーレス、ダルダノ・サッケッティ（クレジットなし）
- 撮影：フランコ・ディ・ジャコモ
- 音楽：ラロ・シフリン
- 上映時間：100分

## 『アミティヴィルの殺人』
超常現象の研究者で著者であるハンス・ホルザー著が逮捕後のロナルド・デフェオ・ジュニアの証言を元に創作した『アミティヴィルの恐怖』の前日談、1974年11月13日に一家惨殺事件を起こすまでの発端をロナルド・デフェオ・ジュニアが体験した超常現象によるものと想定し展開していく内容となっている。日本では未翻訳で出版されておらずこの小説の存在はあまり知られていない。